# 아이티 갱단 전쟁
아이티 갱단 전쟁은 2020년부터 아이티의 수도 포르토프랭스에서 G9 가문 및 동맹의 혁명군, 일명 G9 갱단과 G-펩 갱단 두 주요 범죄조직 사이에서 발생하는 갱단 전쟁이다. 아이티 정부와 아이티 보안군은 두 분쟁 사이에서 포르토프랭스에 대한 통제권을 유지하기 위해 노력하고 있으나 2023년 기준 갱단이 도시의 90% 이상을 장악한 것으로 알려졌다. 갱단 간 충돌이 격화되면서 갱단과 싸우기 위한 목적으로 브와 칼라와 같은 무장 자경단도 등장했다. 2023년 10월 2일에는 유엔 안전 보장 이사회 결의 제2699호에 따라 케냐가 주도하는 아이티 다국적 안보 지원 임무단이 수립되었다.
2024년 3월에는 아리엘 앙리 총리대행의 사임을 얻기 위해 포르토프랭스 전역에 갱단 폭력을 확산시켜 감옥 두 곳이 습격당하고 수감자 수 천명이 탈옥했다. 이 공격과 이후 여러 정부 기관에 대한 후속 공격으로 아이티 정부는 비상사태를 선포하고 통금령을 내렸다. 3월 11일에는 앙리 총리대행이 과도정부가 수립될 경우 사임하기로 합의했다.

## 배경

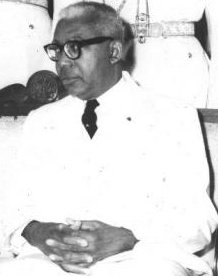
아이티에서 무장단체의 준동과 난무는 뒤발리에 정권의 지원으로 시작되었다. 사진은 1963년 프랑수아 뒤발리에의 모습.

1950년대 이후 아이티는 비국가 무장 단체가 확고하게 자리잡았다. 이 과정은 아이티의 대통령 프랑수아 뒤발리에가 이끄는 독재정권이 반체제 인사를 폭력적으로 진압하기 위해 통통 마쿠트 준군사조직을 설립하면서 시작되었다. 1986년에는 프랑수아 뒤발리에의 아들 장클로드 뒤발리에 대통령이 권좌에 내려오면서 독재는 종식되었으나 비국가 폭력단체의 활동은 계속되었다. 통통 마쿠트도 이 때 해체되었지만 무장이 해체되지 않았고 그대로 극우 자경단으로 재조직되었다. 아이티의 정치인들은 자신들의 이익을 지키고 선거를 조작하며 소요사태를 진압하기 위해 이런 무장 단체를 계속 사용했다. 1994년 장베르트랑 아리스티드 대통령은 친두발리에 단체를 불법화하고 아이티군을 해산했으나 군축이 이루어지지 않아 문제가 해결되지 않았다. 따라서 전직 군인과 민병대원이 비공식적인 무장 세력 강화를 더욱 부추겼다. 1994년부터 2004년까지 포르토프랭스에서는 전직 군인들이 정부를 공격하며 사실상 반아리스티드 반란이 일어났다. 혼란에 대응해 청년들은 치메르라고 부르는 자경단을 조직했고 이 조직은 경찰과 정부의 지원을 받아 자신들의 입지를 강화했다. 아리스티드의 홍수가족당으로부터 사실상의 국가적인 지원을 받은 청년 갱단은 전체 코뮌을 장악하고선 점차 독립적인 목소리를 내기 시작했다. 미국의 외교관 대니얼 루이스 풋은 "아리스티드는 1980년대 초에 자신의 목소리를 내기 위해, [평범한 아이티인으로부터] 권력을 얻기 위해 [갱단을] 조직하기 시작했고, [...] 그들은 수년에 걸쳐 변모했다"고 말했다.
2010년 아이티 지진 이후 더 젊고 무자비한 갱단이 오래된 정치적인 성향의 갱단의 지배를 벗어나기 시작했다. 무장 청년조직은 점점 세력을 확대했다. 지진으로 무너진 아이티의 감옥에서 범죄자들이 대량으로 탈옥하는 일도 발생했다. 사빈 라무르는 미셀 마르텔리 행정부(2011~2016년) 기간 강간 및 인권 침해 혐의로 기소된 정치인을 보호한 것이 2008년 마르텔리의 앨범 《반디 레갈》에서 찬양한 "합법강도"를 구현한 일종의 거리갱단의 유독한 남성성과 미소지니를 반영한 거울과 같다고 말했다. 2004년 아이티 쿠데타 종료 후 시작된 유엔 아이티 안정화 미션(MINUSTAH)은 소요 상황을 억제하지 못했을 뿐 아니라 자체적으로 인권 침해를 저지르기도 했다. 2017년 10월 유엔군의 임무가 종료되고 철수하면서 갱단 관련 폭력이 급격히 증가했으며, 특히 2018년 민간인 25명이 사망한 2018년 라살린 학살 사건을 비롯해 갱단의 민간인을 향한 공격이 증가했다. 2017년부터 2021년까진 아이티 정치 지도부들이 위기에 휘말려 아이티 의회가 교착상태에 빠졌고 공공행정은 자금 부족으로 점차 운영을 중단했으며 사법 체계는 사실상 붕괴되었다. 예정된 아이티의 선거는 거듭 연기를 반복했다. 아이티의 경제는 반복되는 자연재해와 증가하는 불안으로 어려움에 빠졌고 이는 위기를 심화시켰다. 《복스》의 저널리스트 엘렌 이오네스는 "아이티는 2010년의 대지진, 홍수, 콜레라 유행, 허리케인, 부패하고 무능한 지도자 등 심각하고 복합적인 위기에 직면해 있다"고 요약했다. 권력 공백을 틈타 갱단이 정치인들과 결탁해 정치 권력을 장악하고 비리, 납치, 살인을 통해 경제를 장악했다.

## 알려진 갱단
연구자들은 2022년 기준 아이티 전역에서 약 200개의 갱단이 활동하고 있다고 추정했다. 이 중 절반은 포르토프랭스에 몰려 있다. 영향력이 큰 갱단은 지방 자치 단체와 코뮌거과 같이 광범위한 지역을 통제하는 경우도 있다.
아래는 유명 아이티 갱단의 목록이다.
- "G9 동맹",[27] 공식 명칭 "G9 가문 및 동맹의 혁명군"(프랑스어: Fòs Revolisyonè G9 an Fanmi e Alye 포스 레볼리시오네 G9 앙 팡미 에 알레[*][28]): 전직 경찰관인 "바비큐"라는 별명을 가진 지미 셰리지에가 이끌고 있다.[28][29] G9는 수도 지역 코뮌인 델마스, 페티옹빌, 카르푸르 일부 지역에 기반을 두고 있다. G9 동맹에는 수많은 전직 군인과 경찰이 포함되어 있으며 아리엘 앙리가 대통령이 되며 거리를 두기 전까진 오랫동안 아이티 민두당과 깊은 관계에 있었다. G9는 자신을 스스로 혁명조직이라고 칭하며[30] "G20"이라는 이름의 전국 동맹 네트워크를 조성했다.[29] G9라는 이름은 9개의 갱단 연합을 뜻한다.
  - 델마스 6 갱단: G9의 총지휘관인 지미 셰리지에의 사병 갱단이다.[29] 이 갱단은 셰리지에가 현역 경찰로 활동했을 당시 이미 활동중이었으며 즉 이 갱단이 아이티 보안군과 깊은 관련이 있다는 의미이기도 하다.[6]
  - 바즈 필라테: 아이티 수도의 가장 큰 갱단 중 하나이며 주로 전직 SWAT 엘리트 경찰로 이루어져 있다.[31]
  - 바즈 크라체 디프[29]
  - 낭 티 브와[29]
  - 시몬 펠레 갱단[29]
  - 바즈 낭 차봉, 와프 제레미[29]
  - 낭 보스통[29] "보스턴 갱단"이라고 부르기도 함.[32]
  - 벨레쿠 갱단[29][32]
- "G-펩": 이 갱단은 G9 갱단에 대한 대항마로 시작했다. 낭 브루클린 갱단과 그 우두머리인 장 피에르 가브리엘(가칭 티 가브리엘)이 조직했다. G-펩은 아이티 야당 및 "저명한 아이티 사업가"와 연결되어 있다고 추정된다. 포트로프랭스의 시테솔레에 거점을 두고 있다.[31]
  - 낭 브루클린 갱단[31] "브루클린 갱단"이라고 부르기도 함.[32]
  - 400 마워조: 아이티 내 최대 규모 갱단으로 크루아데부크, 가티, 포르토프랭스의 타바르, 페티옹빌 등을 거점으로 삼고 있다. 그로스모른과 도미니카 공화국에 지부를 두고 있으며 갱단원 지망생을 위한 대기명단도 두고 있다. 주로 추방자, 전 야권 단체 지도자, 전직 밀수업자, 경찰관 등으로 구성되어 있다. 2022년에는 지도자가 총기 밀수 혐의로 아이티 교도소에서 미국으로 송환된 이후 G-펩 갱단과 연계하기 시작했다.[5] 미국인 선교사 17명 납치 사건으로 유명해졌지만 그 외에도 도미니카 공화국 국경지대에서 갈취, 노상 납치, 밀수품 밀매, 무기, 마약, 인신매매 거래와도 연게되어 있다.[33]
- "그랑 라빈"과 "5초" 갱단: 포르토프랭스의 마티상에 거점을 둔 두 청년갱단이다. 주로 자경단과 이전에 홍수가족당과 연계된 전직 "유명 조직"원으로 구성되어 있다.[31]
- 바즈 갈릴: 수도 외곽에 거점을 둔 갱단으로 주로 미국에서 추방된 사람들로 구성되어 있으며 아이티 민두당, 여러 정부기관과 기타 갱단과 밀접한 관련이 있다.[27]
- 티타뉘앙 갱단: 카바레에 거점을 두고 있다.[32]
- 바스 5초 갱단: 데예우 마을에 거점을 두고 있다.[34]
- 카낭 갱단: 카바레에 거점을 두고 있다.[32]

## 참고 문헌
- Walker, Summer (October 2022). 《Gangs of Haiti: Expansion, power and an escalating crisis》 (PDF). Geneva: Global Initiative Against Transnational Organized Crime. 2023년 9월 30일에 확인함.
- 《Regional Overview Latin America & the Caribbean April 2023》 (PDF). Geneva: ACLED. May 2023. 2023년 10월 2일에 확인함.
- 《Killing with Impunity: State-Sanctioned Massacres in Haiti》 (PDF). Harvard. April 2021. 2023년 12월 26일에 확인함.
- 《Attacks on deprived neighborhoods》 (PDF). RNDDH. 2020년 6월 23일. 2023년 12월 26일에 확인함.
- 《Massacres in Bel-Air and Cité Soleil Under the Indifferent Gaze of State Authorities》 (PDF). RNDDH. 2021년 5월 20일. 2023년 12월 26일에 확인함.